# Fenilalanina deshidrogenasa
La enzima Fenilalanina deshidrogenasa EC 1.4.1.20 cataliza la reacción de deaminación oxidativa de la fenilalanina a fenilpiruvato y amoniaco.
L-fenilalanina + H2O + NAD+ {\displaystyle \rightleftharpoons } Fenilpiruvato + NH3 + NADH
Esta enzima se ha caracterizado en el Bacillus badius, Bacillus sphaericus, Sporosarcina ureae y Thermoactinomyces intermedius. Las enzimas del B. badius y de la S. ureae son altamente específicos por la L-fenilalanina. La enzima del B. sphaericus actúa también sobre la L-tirosina. La longitud de las secuencias de estas proteínas está en torno a los 380 aminoácidos.
La fenilalanina deshidrogenasa conjuntamente con las glutamato deshidrogenasas, leucina deshidrogenasa, y valina deshidrogenasa están estructuralmente y funcionalmente relacionadas. Un residuo conservado de lisina localizado en la región rica en glicina está implicado en el mecanismo catalítico.